# Mùa tôm
Mùa tôm (Tiếng Malayalam: ചെമ്മീൻ, Chemmeen) là một tiểu thuyết nổi tiếng của nhà văn Ấn Độ Thakazhi Sivasankara Pillai hoàn thành năm 1956. Cuốn sách nhận được giải thưởng của viện Hàn lâm Văn học Ấn Độ (1957), do đích thân tổng thống Ấn Độ trao tặng. Mùa tôm là câu chuyện tình bi kịch giữa Karuthamma và Parikutti.

## Nội dung
Bối cảnh ở đây là một làng chài Ấn Độ, chống chọi với giông tố bão bùng giữa thiên nhiên nghiệt ngã. Và những lối đi giữa những con người, những khoảng cách bị đẩy đi quá xa giữa họ vì những giáo lý, vì những mối ràng buộc đẳng cấp và tín ngưỡng. Tất cả bị chặn lại bởi lề lối vô tình mà đau xót, họ không thể vượt qua và kết cục bi thảm đã xảy ra. Câu chuyện về hai đứa trẻ cạnh nhà nhau đã lớn lên bên nhau tại làng chài ven biển, cho đến lúc trưởng thành và tình yêu đầu đời chớm nở. Đó là tình yêu của Karuthamma, cô con gái một ngư phủ và Parikutti, con trai của một thương buôn tôm cá Hồi giáo. Một cô gái lớn lên trong tập tục của cái làng chài nhỏ bé, kế thừa một số được gọi là “chân lý lâu đời” và nếp sống chặt chẽ của cộng đồng dân chài. Khi người đàn ông lênh đênh ngoài biển cả trước hàng đàn cá mập lao đến quật đuôi vào mạn thuyền, trước luồng nước hung dữ và xoáy nước ghê rợn, làm sao những cơn hiểm nghèo ấy qua đi, bởi vì có một phụ nữ trung trinh đang hết lòng cầu nguyện cho chồng mình ngoài biển cả. Những người con gái ở biển hiểu sức mạnh của lời cầu nguyện và ý nghĩa của nếp sống đó. Không phải là con trai dân chài thì không được phép “nhìn hau háu vào bộ ngực trần” của những người con gái biển cả. Và họ sẽ không coi trọng những gì thuộc về niềm tin của của người dân chài. Nhưng tình yêu có bao giờ dễ dàng lý giải, con tim có bao giờ biết vâng lời.  Karuthamma và Parikutti vẫn hướng đến với nhau một cách mãnh liệt, thậm chí chàng trai Parikutti còn “luôn hát một bài hát của dân chài” để tỏ tấm chân tình. Tình yêu bị bao vây bởi bốn bức tường giáo lý của một pháo đài không dễ gì bắn phá, một “pháo đài không cửa”. Đó là bức tường cao dày của nề nếp và những điều ràng buộc đối với những đứa con của biển đã tồn tại hàng bao thế kỷ nay. Và cuối cùng, không thể vượt qua định kiến, cái chết của họ trong sóng biển vẫn còn ôm chặt lấy nhau không chia tách đã rung lên một hồi chuông về sự hà khắc của tín ngưỡng, của sự khác biệt đẳng cấp trong xã hội.

## Nhân vật
- Chembankunju là ngư phủ tàn nhẫn, cha của Karuthamma.
- Chakki là vợ của lão Chembankunju.
- Parikutti là con trai lái buôn tôm cá người Hồi giáo, yêu Karuthamma cuối cùng hai người đã tự tận để đến được với nhau ở kiếp sau.
- Karuthamma con gái của Chembankunju, đem lòng yêu Parikutti nhưng phải cưới tên ngư phủ Palani.
- Palani, chồng của Karuthamma.
- Panchami, đứa con gái thứ của Chembankunju.

## Chuyển thể
Tại Việt Nam, tác phẩm này đã được soạn giả Bo Bo Hoàng phóng tác thành vở cải lương Tình yêu và nước mắt, vở này được công diễn đầu tiên ở đoàn cải lương Sông Hương với cặp đôi nghệ sĩ Khánh Linh (vai Parikutti) - Thiên Nga (vai Karuthamma) vào năm 1986.